# Península de Querche
A península de Querche ou Kerch (em ucraniano:  Керченський півострів, Kertchens'kyï pivostriv ; em russo:  Керченский полуостров, Kertchenski polouostrov ; em tártaro da Crimeia, Keriç yarımadası) é uma subpenínsula que constitui a parte oriental da península da Crimeia. 
É banhada  ao norte, pelo mar de Azov, pelo mar Negro ao sul e pelo estreito de Kerch, a leste.
Com área de aproximadamente 3000 km², a península de Kerch tem 90 km de comprimento, de oeste a leste, com uma largura que varia de 17 km - no istmo de Ak-Monay ou Parapach, que a conecta ao restante da península da Crimeia - a até 50 km.   O estreito de Kerch a separa da península de Taman, no krai de Krasnodar (Rússia), à qual foi ligada, em 2018, pela ponte da Crimeia, construída pela Rússia, após a anexação da Crimeia à Federação Russa, em 2014.
No plano administrativo, a jurisdição sobre a península de Kerch é compartilhada entre a municipalidade de Kerch e o raion de Lenine, um dos 14 distritos da República Autônoma da Crimeia. 